# Unstan Ware

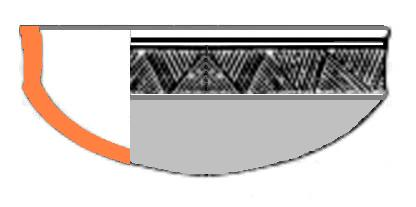
Unstan-Ware-Schale

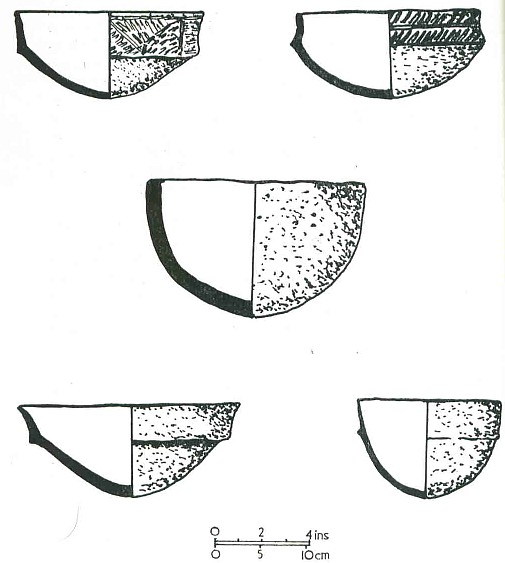
Unstan-Ware vom Taversoe Tuick

Die Unstan Ware bezeichnet eine neolithische Töpferware, die ab dem Ende des 4. Jahrtausends v. Chr. in Schottland angefertigt wurde.

## Definition
Die Keramiktradition wurde von Stuart Piggott (1910–1996) auf Grund von Funden aus den Stalled Cairns auf den Orkney definiert und nach 35 Schüsseln benannt, die im Unstan Cairn auf Orkney-Mainland gefunden wurden.
St. Piggot versteht unter Unstan-Ware unverzierte rundbodige Schalen mit geradem oder eingezogenem Rand und Schalen mit Umbruch und einer gerieften oder gestochenen bandförmigen Verzierung zwischen Umbruch und Rand. Audrey Henshall verengte die Definition auf verzierte Schalen mit Umbruch Piggots erster Typ wird heute meist als „Plain bowls“ bezeichnet.

## Merkmale
Die Unstan-Keramik ist durch eine einzige Form charakterisiert: eine breite rundbodige Schale, die meist zweigeteilt ist. Ihre senkrechte oder leicht konische Schulter ist manchmal durch einen leichten Wulst vom Gefäßkörper abgehoben. Nur die obere Gefäßhälfte ist verziert. Die Muster, Linien, seltener Dreiecke oder gefüllte Winkelbänder sind gestochen, geritzt und gestochen. Daneben kommen unverzierte Gefäße vor.

## Verbreitung
Unstan-Ware wurde nur im nördlichen und nordwestlichen Schottland gefunden, auf den Orkney im Knap of Howar, in Stonehall und im Midhowe Cairn, auf dem Calf of Eday, im Wideford Hill Cairn, auf den Hebriden im Crannóg von Eilean Domhnuill im Loch Olabhat/Loch Olivat und Eilean an Tighe auf North Uist, und Northton auf Harris.
Unstan-Ware wurden gehäuft in den langgestreckte „Stalled cairns“ des Typs Orkney-Cromarty entdeckt. Auf dem schottischen Festland gab es Funde in Skitton, Caithness und Urquhart, in Moray, Kenny’s Cairn in Caithness und im Ord North in Sutherland. Die Verzierung neolithischer Gefäße aus Balbridie zeigt gewissen Ähnlichkeiten zur Unstan-Keramik, die Form ist jedoch deutlich anders.

## Datierung
Die Blütezeit der Unstan-Keramik ist nach Alison Sheridan zwischen 3600/3500 BC (Knap of Howar) und 3200 anzusetzen.
Die Unstan-Töpfertradition wird auf den Orkneys durch die Grooved-Keramik abgelöst, die in Skara Brae und Maes Howe, aber auch auf dem Britischen Festland vertreten ist.